# VT-4
Le VT-4 aussi connu sous le nom de MBT-3000, est un char de combat chinois conçu et construit par Norinco pour le marché de l'exportation. Il succède au MBT-2000 (VT-1).

## Développement
Le projet de développement du MBT-3000 (appellation utilisée en interne par Norinco ) a commencé en 2009 avec une coopération réunissant, entre-autres, Inner Mongolia First Machinery Group Corporation. Il est basé sur le char Type 90-II et est de conception entièrement locale. Le MBT-3000 a été dévoilé au salon d'armement Eurosatory en 2012. Le char a été par la suite été présenté au Norinco Armour Day en 2014, ainsi qu'à la dixième édition du China International Aviation & Aerospace Exhibition.

## Caractéristiques techniques
Le VT-4 reprend le même agencement que les précédents chars de combat chinois, c'est-à-dire une tourelle biplace avec un système de chargement automatique placé dans le fond du panier de la tourelle. Un moteur Diesel monté transversalement et une suspension à barres de torsion. Le VT-4 à cependant la particularité d'avoir été conçu pour être employé dans des environnements chauds et intègre notamment une climatisation.

### Armement
Le VT-4 est armé d'un canon de 125 mm à âme lisse ZPT-98A. Ce dernier est très similaire au canon 2A46 du même calibre et de conception russe. Vingt-deux obus sont prêts à l'emploi dans le carrousel du chargement automatique installé sur le plancher de la tourelle, ce dernier est visuellement identique au carrousel électromécanique de série AZ employé sur les chars T-72. Seize autres obus sont logés dans le compartiment de combat.

### Protection
La caisse et la tourelle consistent en un assemblage de tôles d'acier mécano-soudées. L'avant de la tourelle ainsi que l'avant de la caisse renferme un blindage composite. Des tuiles de blindage réactif explosif FY-4 recouvrent l'avant de la tourelle ainsi que le glacis de l'engin.

Des grilles anti-RPG protègent les flancs de la tourelle et offrent un espace de rangement pour une bâche ou un filet de camouflage. 

Le char est équipé de détecteurs d'alerte laser.

### Motorisation
Le VT-4 possède un moteur Diesel VT/E1, sa puissance maximale est de (1 200 ch) à 2 300 tr/min. Son couple maximal de 4 400 N m est atteint à 1 400 tr/min-1 500 tr/min.
Ce moteur V12 quatre temps à refroidissement liquide possède une cylindrée de 33,93 ℓ. La suralimentation est assurée par deux turbocompresseurs équipés d'échangeurs air/eau.
Le moteur pèse 2 250 kg et afin de limiter son encombrement, il est monté transversalement dans le compartiment moteur.
Le VT/E1 affiche une consommation spécifique de carburant de 225 g/kWh et possède une durée de vie garantie de 500 heures d'utilisation entre chaque entretien.
La boîte de mécanismes Ch1000B pèse 2 450 kg et intègre une boîte de vitesses automatique à convertisseur de couple. Elle possède six rapports en marche avant et deux en marche arrière.
Le VT-4 est capable d'accélérer de 0 à 32 km/h en 10 à 12 secondes.

## Utilisateurs

### Opérateurs actuels
Thaïlande
- L'Armée royale thaïlandaise a 28 VT-4 en service, livrés en octobre 2017[7]. L'affaire, évaluée à environ 150 millions de dollars américains[8], inclut une option pour acheter 153 nouveaux véhicules. En avril 2017, L'Armée Royale de Thaïlande a commandé un supplément de 10 VT-4 à NORINCO d'une valeur de 58 millions de dollars[9],[10].

 Pakistan : 240 commandés en 2019 en deux lots après des négociations démarrés en 2014,.
 Nigeria : Livraison en avril 2020 d'une quinzaine de blindés dont des VT-4.

### Opérateurs potentiels
Pérou : En 2015, la Chine a proposé 100 VT-4 au Pérou.
Algérie : Futur potentiel acquéreur (études en cours).